# Heike Jung (Bodybuilderin)
Heike Jung (* 12. Juli 1969 in Rodalben) ist eine deutsche Bodybuilderin.

## Werdegang
Nach der mittleren Reife, einer abgeschlossenen Lehre als technische Zeichnerin und einigen Jahren als Techniker im Konstruktionsbüro eröffnete sie in Pirmasens einen kleinen Bodyshop, in dem sie Nahrungsergänzungen, Bekleidung sowie Beratung in Sachen Bodybuilding, Fitness und Wettkampfvorbereitungen anbot.
1987 und 1988 nahm sie an Kraftdreikampfmeisterschaften teil und errang dort in der Klasse bis 52 kg den Deutschen Meistertitel. 1989 wechselte sie vom Gewichtestemmen zum Bodybuilding und kämpfte sich zu ihrem Ziel, als IFBB-Professional mit den weltbesten „female BB on stage“ zu stehen.
2001 konnte sie durch den Erhalt der Profilizenz als einzige Frau Deutschland auf den großen IFBB Pro Grands Prix in den USA vertreten, wo sie sich bei fast allen Profimeisterschaften einen Finalplatz sichern konnte.
Aufgrund privater Veränderungen entschied sich Heike Jung im Jahre 2006 zum Rücktritt vom Profisport und vorerst auch vom Wettkampfbodybuilding.

## Sportliche Erfolge

### Kraftdreikampf
- 1987 Rheinland-Pfalz Meisterin KDK
- 1988 Deutsche Meisterin KDK

### Amateurbodybuilding
- 1989 Rheinland-Pfalz Meisterschaft BB, 2. Platz
- 1991 Internationale Südwestdeutsche und Deutsche Meisterin BB
- 1993 Deutsche Meisterschaft BB, 3. Platz
- 1994 Südwestdeutsche Meisterin und 3. Platz Deutsche Meisterschaft BB
- 1996 Rheinland-Pfalz und Deutsche Meisterin BB
- 1997 World Games Finnland, 3. Platz
- 1999 Deutsche Meisterin BB
- 2000 Europameisterschaft Spanien, 3. Platz

### Profibodybuilding
- 2001 Jan Tana Classics – Lynchburgh/USA, 5. Platz
- 2002 South West Pro Grand Prix – Dallas/USA, 5. Platz
- 2002 Jan Tana Classics – Lynchburgh/USA, 5. Platz
- 2003 Night of Women – New York/USA, 4. Platz